# Jesus Camp
Jesus Camp, Soldados de Dios es un documental estadounidense realizado en 2006 dirigido por Rachel Grady y Heidi Ewing sobre un campamento de verano pentecostal/neopentecostal para niños que pasan el verano aprendiendo y practicando sus "dotes proféticas" mientras les enseñan que pueden "devolver Estados Unidos a Jesús". Según el distribuidor, "no coincide con ningún punto de vista predefinido" e intenta ser "un retrato honesto e imparcial de una facción de la comunidad evangélica".
Jesus Camp, Soldados de Dios se presentó en el Festival de cine de Tribeca de 2006 y fue vendida a Magnolia Pictures por A&E Indie Films. Numerosos programas de actualidad y artículos de los medios escritos se ocuparon de la controversia que rodeó a la película. 
El 23 de enero de 2007 Jesus Camp, Soldados de Dios fue nominada al Óscar de mejor documental de 2006, premio que finalmente recayó en Davis Guggenheim y Al Gore por Una verdad incómoda.

## Argumento
Jesus Camp, Soldados de Dios trata sobre Kids on Fire School of Ministry, un campamento neopentecostal situado a las afueras de Devils Lake, en Dakota del Norte, dirigido por Becky Fisher y su sacerdocio, Kids in Ministry International. El campamento fue creado en 2001 pero se cerró tras el estreno de la película debido a las llamadas telefónicas, cartas y otras reacciones negativas, así como el vandalismo sufrido en los terrenos del campamento.  La película se centra en tres niños que asistieron al campamento durante el verano de 2005: Levi, Rachel y Tori (Victoria). La película alterna escenas del campamento con otras de una reunión infantil para rezar que aconteció poco antes del campamento en la iglesia de Cristo Triunfante, una gran iglesia neopentecostal en Lee's Summit, Misuri una zona residencial de Kansas City.
Los tres niños son cristianos muy devotos. Levi, cuya ambición reside en ser pastor, ha dado numerosos sermones en la iglesia de su padre, la Iglesia de Rock of Ages en St. Robert, Misuri. Levi es educado en casa, algo que su madre justifica diciendo que Dios no le dio un hijo para que fuera criado por otra persona durante ocho horas diarias. Estudia ciencias a partir de un libro que trata de aunar el creacionismo de la Tierra joven con los principios científicos.  Su madre también le enseña que el calentamiento global es una especulación política ficticia, y que la temperatura terrestre solo ha aumentado 0.6°C. Levi da un sermón en el campamento en el que declara que su generación es la clave para el retorno de Jesús. Rachael, quien también pertenece a la iglesia de Levi (su padre es el pastor en funciones), aparece, durante una partida de bolos, rezándole a la bola y, a menudo, entrega folletos cristianos (incluyendo algunos de Jack Chick) a gente que va conociendo, diciéndoles que Jesús les ama. No tiene muy buena opinión de las iglesias que no son neopentecostales (o, como ella las llama, "iglesias muertas") y considera que no son "iglesias a las que a Dios le gusta ir". Tory es miembro del grupo de baile children's praise (alabanzas de los niños) de la iglesia de Cristo Triunfante. Con frecuencia baila metal cristiano, y se siente incómoda "bailando para la carne". Tampoco tiene a Britney Spears y a Lindsay Lohan en alta estima, y reclama que, en su mayor parte, su música habla de "chicos y chicas".
En el campamento Fischer enfatiza la necesidad de que los niños se purifiquen para poder formar parte del "ejército de Dios". Cree fervientemente que los niños tienen que estar al frente del cambio de Estados Unidos en un país que sigue los valores cristianos conservadores. También considera que los cristianos tienen que centrarse en entrenar a los niños, ya que el "enemigo", (el Islam) se basa en entrenar a los suyos. Se refiere a la tierra como "viejo mundo enfermo" y desea el retorno de Jeús, también conocido como Parusía. En las reuniones preparatorias antes del comienzo del campamento, pregunta a los otros miembros del personal cómo deberían preparase para "fuerzas demoníacas" que puedan ser provocadas durante las ceremonias del campamento. Entonces, uno de sus compañeros comenta haber visto demonios reales en ceremonias de oración similares.
En un momento del documental, Fischer menciona el personaje de Harry Potter en uno de sus sermones. Le describe como a una persona real y afirma que, si hubiera existido en los tiempos bíblicos, "tendrían que haberle matado". Fischer instiga a los niños -- muchos de ellos entre sollozos -- a "limpiar sus actos" y a no realizar actos hipócritas. Cuando algunos niños se reúnen en torno a ella llorando, les echa agua en las manos para que sean "lavados en el agua de la palabra [de Dios]".
Cuando, una noche lluviosa en el campamento, los niños se cuentan historias de fantasmas, un consejero advierte a los niños que las historias de fantasmas “no honran a Dios”.
Durante el campamento tienen lugar varias actividades que se basan en valores políticos conservadores, que van desde el apoyo a George W. Bush hasta posturas contra el aborto. Estas actividades suponen  mucho más que la mera presencia de adultos que expresan sus opiniones a los niños en el campamento, sino que los muchachos son instados a participar activamente en ellas y defender fervientemente estos ideales políticos conservadores. Si bien es cierto que el enfoque principal de la película es la religión, el trasfondo político puede ayudar a los espectadores a entender el contexto del campamento como una unidad de movilización, en lo que se refiere a cómo pueden o quieren cambiar la sociedad.
En una escena rodada en la Iglesia de Cristo Triunfante, Lou Engle predica un mensaje alentando a los niños a unirse a la lucha para acabar con el aborto en los Estados Unidos. Engle es un fundador de la Justice House of Prayer  y un líder de Harvest International Ministries, organización religiosa a la que la Iglesia y el ministerio de Fischer están afiliados - afiliación que no se revela en la película. Engle reza por Bush para que tenga la fuerza para nombrar a “jueces justos” quienes acabarán con el caso Roe contra Wade. Al final del sermón los niños corean: “¡Jueces justos! ¡Jueces justos!”. En otra escena, una mujer lleva una imagen de Bush de tamaño real a la parte de adelante de la iglesia, y los niños tienen que extender sus manos hacia él, en signo de oración. Esta práctica deriva de la imposición de manos, una práctica muy común en círculos cristianos neopentecostales.
Tiene también lugar una escena en la Iglesia Vida Nueva, en Colorado Springs, Colorado, donde Levi y su familia van de vacaciones para escuchar a su ahora deshonrado pastor, Ted Haggard. Levi admira a Haggard enormemente y está emocionado por conocerle. Levi informa a Haggard de que él también quiere ser pastor y de que ya ha dado sermones en alguna ocasión. Más adelante Rachel, Tory, sus familias y muchos otros niños participan en una concentración de la Justice House of Prayer dirigido por Engle en frente del Tribunal Supremo de los Estados Unidos.
Aparece además una discusión entre Fischer y Mike Papantonio, abogado e interlocutor del programa de entrevistas "Ring of Fire", de la cadena de radio estadounidense Air America Radio. Papantonio interroga a Fischer sobre los motivos que la inducen a dirigir su afán evangelizador a los niños. Ella explica que no cree que las personas tengan la libertad de elegir una creencia religiosa una vez que alcanzan la madurez, y que es muy importante que se empapen de los valores cristianos evangélicos desde que son niños.

## El DVD
El DVD del documental, a la venta desde enero de 2007, incluye varias escenas inéditas. En una de ellas, los padres de Levi sugieren que el próximo presidente podría haber estado en Kids on Fire. En otra, una mujer lleva a varios de los niños a una clínica de mujeres contra el aborto, que se encuentra junto a una clínica de planificación familiar. La directora de la clínica afirma en una entrevista que le hizo mucha ilusión ver a los niños tan entregados por la causa contra el aborto.
También se incluyen en el DVD las opiniones de Grady y Ewing. Declaran que cuando llegaron a Kansas City, tuvo lugar un momento de gran emoción derivado de la nominación de Samuel Alito para el Tribunal Supremo. No obstante, según Grady y Ewing, Fischer no concibe su activismo por las causas sociales de carácter conservador como algo político, sino como actos de fe. Asimismo, revelan que tanto Fischer como los demás no comprendieron por qué se incluyeron en el documental escenas en las que se les observa hablando en lenguas ininteligibles, propio de la glosolalia, y rezando sobre diversos objetos.

## Opinión y polémica
Jesus Camp, Soldados de Dios se proyectó en el festival de cine "Traverse City Film Festival", del cual Michael Moore es cofundador, en contra de la voluntad de la compañía distribuidora Magnolia Pictures. Esta había cancelado el documental en la programación del festival previamente, durante el período de verano, tras haber comprado los derechos de reproducción, aparentemente movidos por la relación de Michael Moore con dicho festival. El presidente de Magnolia, Eamonn Bowles, declaró: “No quiero que el público tenga la impresión de que se trata de un documental que está a la orden del día”.
Según Ron Reno, del grupo evangélico estadounidense Enfoque a la Familia (Focus on the Family):
«El director del documental asegura que simplemente estaban tratando de realizar un largometraje “objetivo” sobre la incierta relación entre los niños y la fe. No me cuestiono cuáles son los móviles de los cristianos que aparecen en el documental; de hecho, es admirable la sinceridad y el entusiasmo con que los jóvenes protagonistas intentan vivir su fe. Sin embargo, por desgracia, parece como si estuvieran siendo manipulados inconscientemente por los coordinadores, bajo el esfuerzo de enfocar el cristianismo evangélico bajo una luz desfavorecedora.»
En noviembre de 2006, Fischer anunció que cerraría el campamento de forma indefinida debido a las reacciones negativas que había provocado la película. Según lo publicado en su página web, tras el estreno del documental, los propietarios de las instalaciones que se muestran en el mismo estaban preocupados por los posibles actos de vandalismo que pudiera sufrir su propiedad; por ello no permitirían que fueran usadas otra vez en el futuro. Fischer declaró que el campamento se pospondría indefinidamente hasta que se encontraran otras instalaciones adecuadas, pero que habría más.

## Críticas y premios
Soldados de Dios recibió un 87% de valoración en Rotten Tomatoes, con 83 críticas positivas frente a 12 negativas. Recibió un 7,6 sobre 10 en Internet Movie Database, calificada  por más de 7000 espectadores. 
Michael Smith, del periódico Tulsa World, le dio a la película tres de cuatro estrellas posibles y la describió como «impresionante y presentada de manera imparcial», «sincera» y «una reveladora y descarada mirada a la formación del ejército de Dios del futuro».
La crítico de cine del diario Chicago Tribune, Jessica Reaves, también le dio a la película tres de cuatro estrellas y escribió que Soldados de Dios es «una mirada franca e instructiva a las creencias y prédicas de la fuerza conocida como la América Evangélica y a lo que le enseña a los niños» y concluye que los cineastas «han conseguido algo notable al capturar la humanidad visceral, el deseo y la incansable voluntad política de un movimiento religioso».
David Edelstein, crítico para el programa televisivo CBS Sunday Morning, la revista New York y la emisora de radio NPR, piensa que Soldados de Dios es «un documental aterrador y exasperante, pero a la vez profundamente compasivo, sobre el adoctrinamiento de los niños por parte de la derecha evangélica».
El documental también recibió críticas negativas; Rob Nelson del semanario Village Voice dijo de la película que era «una crítica absurdamente hipócrita del papel de la extrema derecha en la cada vez más encarnizada guerra cultural», y J.R. Jones, de la publicación Chicago Reader, la criticó «por no conseguir individualizar a los miembros más fundamentalistas de la Iglesia Pentecostal» y por insertar «opiniones innecesarias, además de sesgadas» al usar cortes del programa de radio de Mike Papantonio.
Soldados de Dios fue nominada al Óscar al mejor documental en 2007.

### Páginas web
- Official website
- Jesus Camp, Soldados de Dios synopsis by Magnolia Pictures.
- Kids in Ministry International (KIMI) – Organización que esponsoriza el cmapamento
- Jesus Camp en Internet Movie Database (en inglés).
- Jesus Camp en FilmAffinity.
- Jesus Camp, Soldados de Dios en AllMovie (en inglés).
- Jesus Camp, Soldados de Dios en Metacritic

### Videos
- Good Morning America
- World News Tonight
- CBN News
- Scarborough Country
- CBC Interview with filmmakers con George Stroumboulopoulos
- Filmmakers discuss the Ted Haggard controversy con LX.TV SuChin Pak
- Filmmakers interview con Scott Caplan

- Datos: Q1603194